# Tierra Colorada de los Bravo
Tierra Colorada de los Bravo es una localidad del estado mexicano de Guerrero. Es parte del municipio de Santa Cruz del Rincón.

## Toponimia
El nombre «Los Bravo» rinde homenaje a Leonardo Bravo y a su hijo Nicolás Bravo, héroes de la Independencia de México, oriundos del actual Estado de Guerrero.

## Demografía
| Gráfica de evolución demográfica |
|                                  |

| Censo | Población |
| ----- | --------- |
| 1900  | 120       |
| 1910  | 130       |
| 1921  | 500       |
| 1930  | 592       |
| 1940  | 714       |
| 1950  | 922       |
| 1960  | 974       |
| 1970  | 957       |
| 1980  | 992       |
| 1990  | 1 172     |
| 2000  | 1 071     |
| 2010  | 1 027     |
| 2020  | 1 020     |